# Télévision Centrafricaine
Télévision Centrafricaine (Televisión centroafricana) (TCF) es la estación de televisión nacional de la República Centroafricana. TCF transmite en francés y sango.

## Historia
Fundada el 22 de febrero de 1974 durante el régimen de Bokassa bajo la abreviatura de TVCA, inició su emisión en blanco y negro. En 1985, TVCA cambió sus transmisiones a color.
A raíz del intento de golpe de Estado de 2001 en la República Centroafricana, TVCA transmitió durante cinco horas, de 12 p. m. a 5 p. m. Duró hasta mediados de junio de 2003, cuando TVCA amplió su horario de transmisión de 14 a 22 horas. El 16 de julio de 2003, TVCA salió del aire durante 48 horas debido al envejecimiento de las instalaciones técnicas. Posteriormente reanudó sus transmisiones el viernes 18 de julio de 2003 por la noche.
A partir del 24 de noviembre de 2011, TVCA comenzó a estar disponible vía satélite. Gracias a esta tecnología, la transmisión de TVCA puede llegar a todo el país. El 6 de agosto de 2019, se renovó la oficina de TVCA. La renovación duró cinco meses y Touadéra inauguró la oficina recién rehabilitada el 2 de marzo de 2020. TVCA cambió su nombre a TCF y su logo el 2 de octubre de 2021.

## Situación actual
Desde la caída del régimen de Bokassa, la calidad del TCF se ha deteriorado. Actualmente, la televisora enfrenta una mala gestión y falta de equipamiento técnico. Además, TCF sólo tiene cinco cámaras y no cuenta con vehículos de transporte para los periodistas que realizan informes de campo. TCF no tiene horarios claros durante siete días, la calidad de la imagen es mala y muchas veces repite el mismo programa el mismo día.

## Controversia

### Película pornográfica
En enero de 2023, TCF emitió accidentalmente una película porno durante unos minutos. Este incidente generó respuestas negativas entre los internautas centroafricanos.

## Logotipos

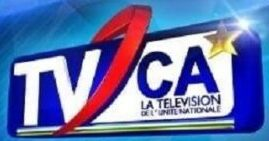
Logotipo hasta el 30 de septiembre de 2021
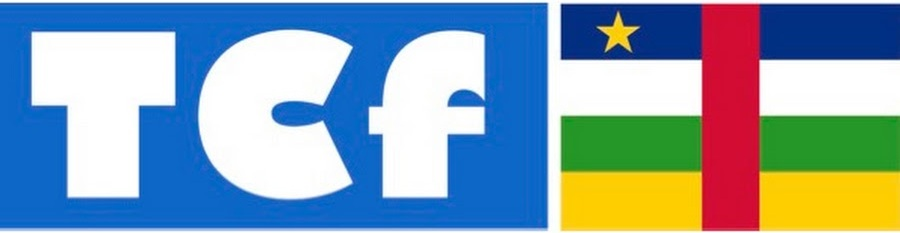
Logotipo desde el 1 de octubre de 2021